# Thoracostoma zeae
Thoracostoma zeae är en rundmaskart som beskrevs av John Inglis 1964. Thoracostoma zeae ingår i släktet Thoracostoma och familjen Leptosomatidae. Inga underarter finns listade i Catalogue of Life.